# Angelica megaphylla
Angelica megaphylla är en flockblommig växtart som beskrevs av Friedrich Ludwig Diels. Angelica megaphylla ingår i släktet kvannar, och familjen flockblommiga växter. Inga underarter finns listade i Catalogue of Life.